# American Princess
American Princess (Chasing Liberty) ist eine US-amerikanische Filmkomödie von Andy Cadiff aus dem Jahr 2004.

## Handlung
Anna Foster ist die Tochter des Präsidenten der Vereinigten Staaten, James Foster. Sie träumt von dem normalen Leben eines Teenagers. Während eines Dates wird ein Freund ihres Begleiters irrtümlich vom Secret Service festgenommen.
Die Familie des Präsidenten reist gemeinsam nach Prag, wo ein G8-Gipfel der Regierungschefs stattfindet. Der Präsident erlaubt zuerst seiner Tochter einen Stadtbummel in Begleitung von deren Freundin Gabrielle, der Tochter des französischen Botschafters in Tschechien, von nur zwei Agenten des Secret Service beschützt. In einer Discothek stellt sich heraus, dass weitere Agenten Anna heimlich beobachten. Anna flieht und lernt den Briten Ben Calder kennen, mit dem sie gemeinsam nach Berlin zur Loveparade reisen will. Calder ist ein verdeckt operierender Agent der CIA, was er jedoch vor Anna verheimlicht. Der Präsident ruft ihn an und beauftragt ihn damit, seiner Tochter ein Abenteuer – unter sicheren Rahmenbedingungen – zu gewähren. Die Agentin des Secret Service, Cynthia Morales, und einer ihrer Kollegen, Alan Weiss, sollen das Paar heimlich begleiten.
Calder und Anna steigen in den falschen Zug ein, was sie erst bemerken, als der Zug Venedig erreicht. Nach einiger Zeit in der Stadt reisen sie nach Berlin, wo Anna ein Telefongespräch Calders belauscht und dadurch von seinen Auftrag erfährt. Die verliebte Anna ist am Boden zerstört und lässt sich nach Hause bringen. Danach geht sie nach Harvard zum Studieren. Zu Weihnachten erfährt sie von ihrem Vater, dass Ben seinen Dienst quittiert hat und nicht länger Agent ist. Er wohnt und arbeitet in London als Fotograf. Sie reist zu ihm und offenbart, sie sei bereit, für ihn ein Auslandssemester an der Universität Oxford zu verbringen. Sie und Calder kommen wieder zusammen.

## Kritiken
Das Lexikon des internationalen Films lobte die Darstellungen. Die Länder Europas seien „klischeehaft“ dargestellt, der Film sei im „Reich naiver Jungmädchenträume“ angesiedelt.

## Auszeichnungen
Matthew Goode (in zwei Kategorien), Mandy Moore und der Film wurden im Jahr 2004 für den Teen Choice Award nominiert. Christian Henson wurde 2004 als Entdeckung des Jahres (Discovery of the Year) für den World Soundtrack Award nominiert.

## Hintergrund
Der Film wurde in Washington, D.C., in Prag, in Berlin, in Venedig und in England gedreht. Seine Produktionskosten betrugen schätzungsweise ca. 23 Millionen US-Dollar. Der Film spielte in den Kinos der USA ca. 12,2 Millionen US-Dollar ein.